# Mean Creek
Mean Creek es una película independiente estadounidense que fue escrita y dirigida por Jacob Aaron Estes en el año 2004. Producida por Susan Johnson, Rick Rosenthal y Hagai Shaham y teniendo como protagonistas a Rory Culkin, Ryan Kelley, Scott Mechlowicz, Trevor Morgan, Josh Peck y Carly Schroeder, la cinta fue rodada y ambientada en un pequeño pueblo del estado de Oregón.
Mean Creek narra la historia de un grupo de adolescentes que idean un plan para humillar a un obeso y aproblemado matón escolar durante un paseo en bote. Cuando su plan se escapa de control, deben lidiar con las inesperadas consecuencias de sus acciones.
La película fue filmada principalmente en el condado de Clackamas, Oregón, incluyendo las ciudades de Boring, Sandy y Estacada. Las escenas del bote fueron grabadas en el río Lewis, al suroeste de Washington.
Mean Creek fue estrenada en el Festival de Cine de Sundance en enero de 2004 y fue exhibida posteriormente en el Festival de Cannes. Más tarde, el 20 de agosto, comenzó a ser proyectada en las principales ciudades estadounidenses, mayoritariamente en salas de cine arte.

## Argumento
Cuando el pequeño y tímido Sam (Rory Culkin) le cuenta a su hermano mayor, Rocky (Trevor Morgan), que fue agredido por el matón de la escuela, un chico disléxico llamado George (Josh Peck), Rocky idea un plan para vengarse de él. Sam había movido la cámara de video de George cuando este se filmaba a sí mismo jugando baloncesto, provocando la ira de George, quien terminó por atacarlo.
Rocky convoca a sus amigos, Clyde y Marty, para ayudarlo con su plan. Clyde (Ryan Kelley) es un tímido adolescente que es constantemente molestado por Marty (Scott Mechlowicz) porque sus padres son homosexuales. Marty es un iracundo y violento joven, traumatizado por el suicidio de su padre años atrás. Parte del plan consiste en llevar a George a un viaje en bote para celebrar el cumpleaños de Sam. La broma final, según ellos, es hacer que George se quite la ropa en un juego de «verdad o penitencia» y dejarlo solo allí para que regrese a casa desnudo.
Sam invita a su amiga Millie (Carly Schroeder) al paseo. Él no le cuenta nada sobre el plan hasta que llegan al río. Millie se niega a continuar hasta que Sam le promete abortar el plan. Sam le dice a Rocky que no sigan con lo acordado y este, a su vez, les dice a sus amigos. Aunque Clyde no se opone a la idea, Marty sí. Durante el viaje, George intenta torpemente encajar en el grupo haciendo bromas que no son del total agrado de los demás. Pronto el grupo se da cuenta de que, a pesar de lo molesto que resulta ser George, es una persona solitaria y solo quiere ser aceptado.
En el bote, Marty reta al grupo a participar en el juego de «verdad o penitencia», pero se niegan. Después de que George moja a Marty con una pistola de agua, George hace una extraña broma sobre el padre de Marty, sin recordar lo delicado que resulta para él ese tema. Esto indigna a Marty, quien lo ridiculiza y le revela el plan que habían preparado.

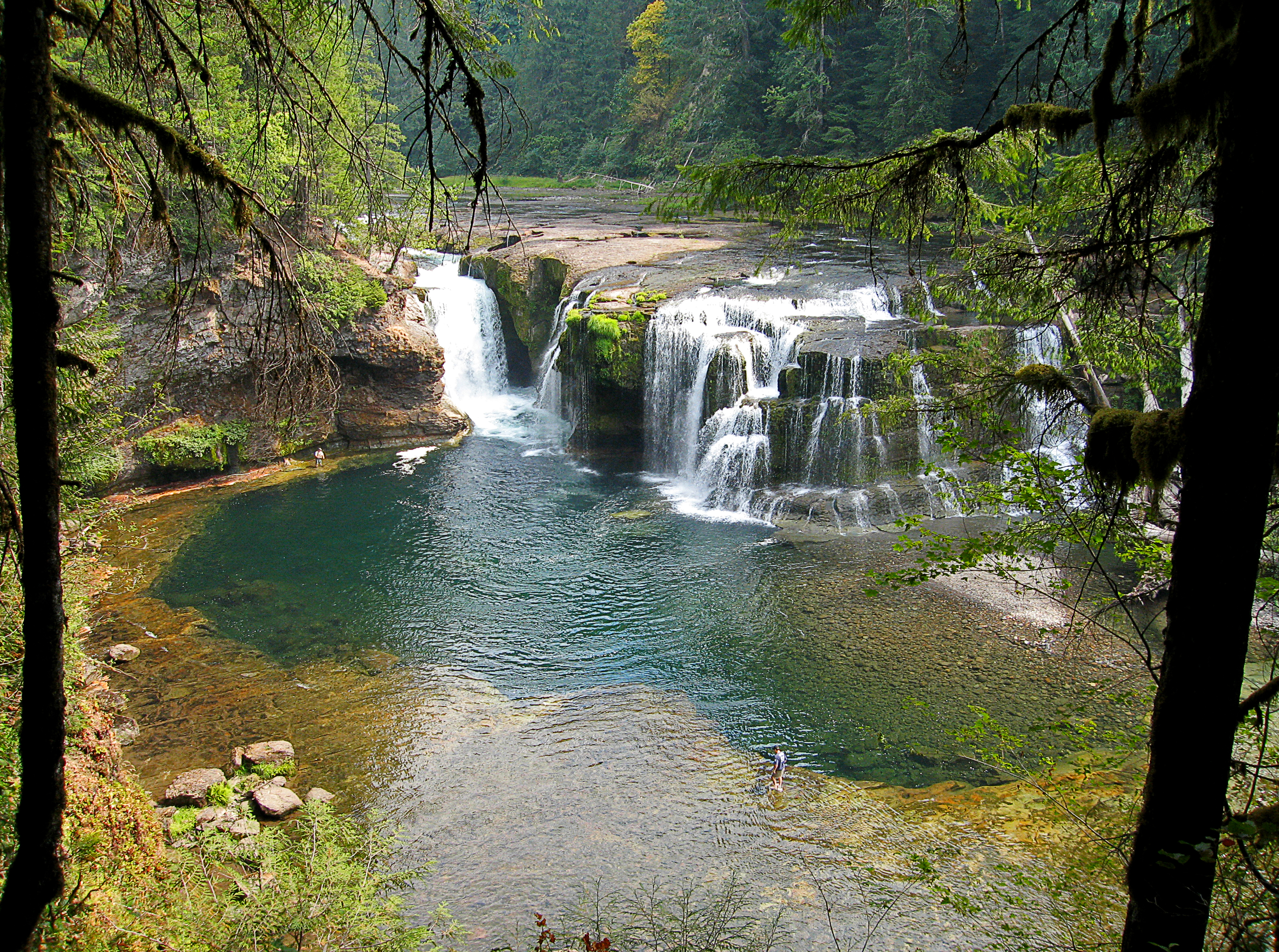
El río Lewis, lugar donde se rodó Mean Creek.

Enojado y humillado, George comienza a insultar a todos en el bote, excepto a Rocky, y termina imitando cruelmente al fallecido padre de Marty. Marty se acerca para golpearlo, pero Rocky, intentando detenerlo, empuja accidentalmente a George fuera del bote. Incapaz de nadar, George lucha por mantenerse a flote. Mientras los otros presencian la escena con horror, George golpea su cabeza accidentalmente con su cámara de video y desaparece de la superficie. Rocky se lanza al agua y nada hacia él, pero no logra encontrarlo. Minutos después, George aparece boca abajo en la orilla del río. Rocky les pide a los otros que lo ayuden a llevar a George a la tierra, donde Millie le hace ejercicios de reanimación cardiopulmonar. Su esfuerzo es en vano, ya que George está muerto.
El grupo queda traumatizado y temeroso de ser acusados de asesinato, así que cavan un agujero y entierran el cuerpo de George. El plan de Clyde es explicar a la policía que todo fue un accidente, pero Marty lo amenaza y obtiene su complicidad y la del resto. Debido a que le habían pedido a George que no le contara sobre el paseo a su madre, ella no sabría con quién estaba al morir. Marty habla con los únicos testigos que vieron a George junto al grupo, su hermano y el amigo de este, quienes prometen guardar silencio.
Marty les lleva la noticia a sus amigos, quienes se han reunido en la casa de Sam y Rocky. Ellos están de acuerdo en aceptar las consecuencias en vez de cargar con la muerte de Goerge en sus conciencias. Marty rechaza esa opción y se siente traicionado por todos. Se marcha y convence a su hermano de que le dé su arma y su auto. El hermano nuevamente le hace el favor, aunque de mala gana. Marty asalta una estación de bencina con la pistola y huye, convirtiéndose en un fugitivo. Mientras tanto, los otros van a la casa de George y se confiesan con su madre.
La película concluye con la policía mirando un video grabado por George. En la secuencia, George habla sobre su sueño de convertirse en cineasta para documentar su vida con la esperanza de que, en el futuro, alguien pueda comprender su mentalidad.

## Reparto
- Rory Culkin como Sam.
- Ryan Kelley como Clyde.
- Scott Mechlowicz como Marty.
- Trevor Morgan como Rocky.
- Josh Peck como George.
- Carly Schroeder como Millie.

## Recepción crítica
La película recibió opiniones positivas de los críticos. De acuerdo al sitio especializado Rotten Tomatoes, Mean Creek obtuvo un 92% de aprobación de los críticos destacados y un 90% de todos los críticos. Roger Ebert, del Chicago Sun-Times, destacó en su reseña: «Pudo ser simple y predecible, pero se convirtió en un extraño filme sobre decisiones morales, sobre la dificultad de pararse ante la presión de tus cercanos».